# Albert Krüger
Albert Sigfrid Krüger, född 1 november 1885 i Östraby församling i Skåne, död 8 juni 1965 i Malmö Sankt Pauli församling, var en svensk konstnär.
Han studerade vid Tekniska aftonskolan i Malmö 1903–1904, vidare 1905 till Tekniska skolan och Althins målarskola i Stockholm. Var medlem i konstnärsgruppen Aura, Lund.
Albert Krüger reste mycket, bland annat till Tyskland, Frankrike, Schweiz, Italien samt de nordiska länderna. 
Krüger började sin konstnärsbana som naivist, men övergick till att bli en landskapsmålare i en stram formkänsla med ett starkt koloristiskt drag.
Hans verk finns representerade bland annat vid Moderna museet i Stockholm, Norrköpings konstmuseum, Kristianstads museum, Malmö museum, Tomelilla Konstsamling, Ystads konstmuseum, Österlens museum i Simrishamn och Landskrona museum.